# Comuna Donji Lapac, Lika-Senj
Donji Lapac este o comună în cantonul Lika-Senj, Croația, având o populație de 2.113 locuitori (2011).

## Demografie
Componența etnică a comunei Donji Lapac
     Sârbi (80,64%)
     Croați (18,79%)
     Necunoscut (0,09%)
     Neclasificat (0,33%)
Componența confesională a comunei Donji Lapac
     Ortodocși (79,22%)
     Catolici (18,55%)
     Fără religie și atei (1,47%)
     Necunoscută (0,47%)
     Alte religii (0,28%)
Conform recensământului din 2011, comuna Donji Lapac avea 2.113 locuitori. Din punct de vedere etnic, majoritatea locuitorilor (80,64%) erau sârbi, cu o minoritate de croați (18,79%). Apartenența etnică nu este cunoscută în cazul a 0,09% din locuitori. Din punct de vedere confesional, majoritatea locuitorilor (79,22%) erau ortodocși, existând și minorități de catolici (18,55%) și persoane fără religie și atei (1,47%). Pentru 0,47% din locuitori nu este cunoscută apartenența confesională.